# Cerkiew św. Michała Archanioła w Kołomyi
Cerkiew Michała Archanioła w Kołomyi – zabytkowa budowla sakralna wzniesiona w miejscu dawnego kościoła dominikańskiego. Konsekrowana w 1871 roku, za czasów ZSRR była użytkowana przez prawosławnych. Po 1990 r. odzyskana przez Kościół greckokatolicki, który w 1994 r. podniósł świątynię do rangi katedry greckokatolickiej. Wnętrze cerkwi zdobią freski z XIX wieku, które po 1946 r. zostały gruntownie przemalowane.

## Bibliografia

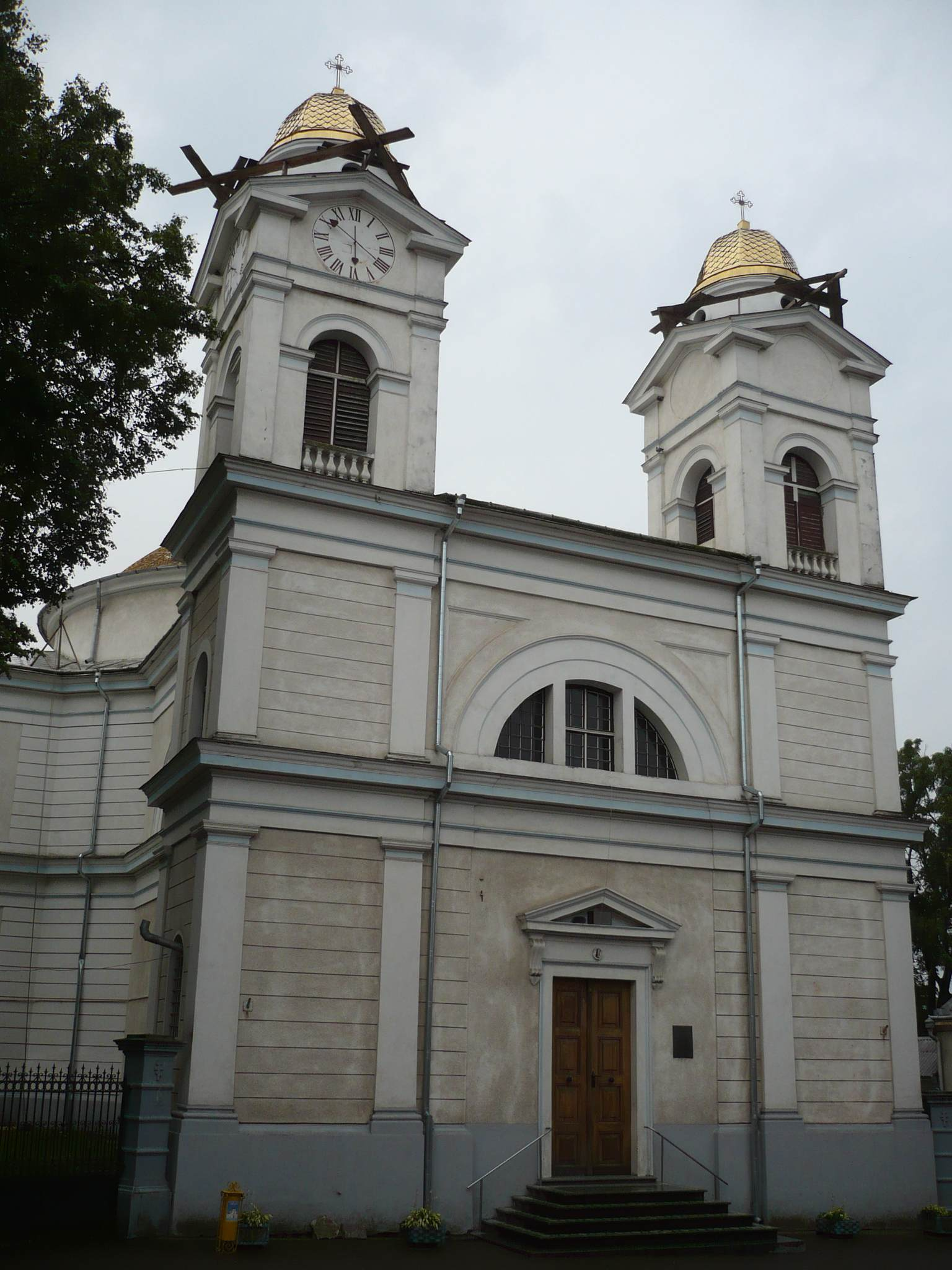
Cerkiew w 2009 r.